# Levu vitiensis
Levu vitiensis är en insektsart som beskrevs av George Willis Kirkaldy 1906. Levu vitiensis ingår i släktet Levu och familjen Derbidae. Inga underarter finns listade i Catalogue of Life.

## Bildgalleri

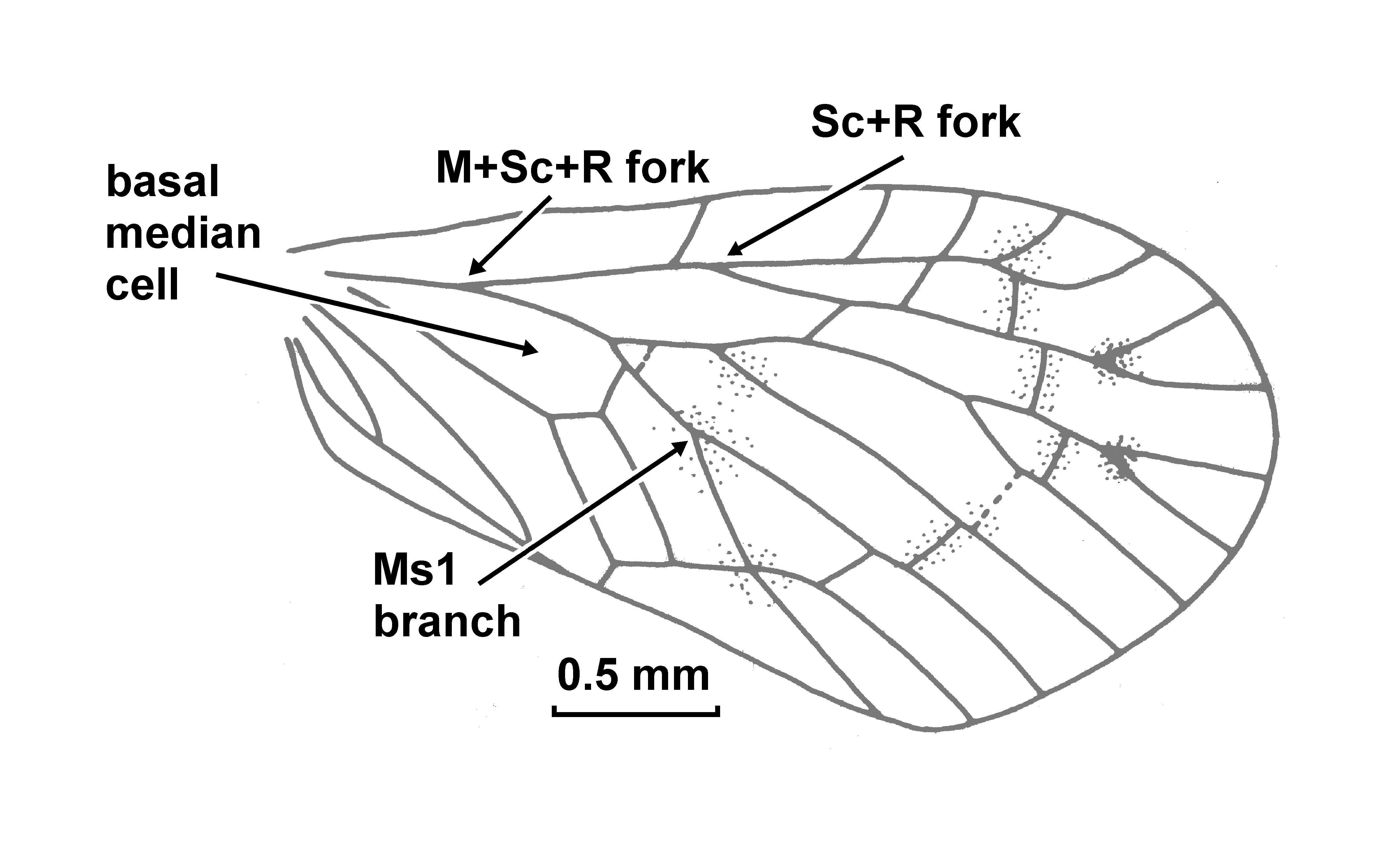